# Joseph Ardizzone
Joseph „Iron Man“ Ardizzone eigentlich Giuseppe Ernesto Ardizzone (* 19. November 1884 in Piana degli Albanesi, Sizilien; † 15. Oktober 1931, spurlos verschwunden) war ein sizilianisch-amerikanischer Mobster der US-amerikanischen Cosa Nostra und gilt als erstes wirkliches Oberhaupt der „Los Angeles Crime Family“. Ihm werden dreißig Morde zugeordnet.

## Biografie

### Frühe Jahre
Ardizzone wurde in Piana dei Greci geboren, das 1941 in Piana degli Albanesi umbenannt wurde, welches zur Provinz Palermo gehört. Einer seiner Vorfahren soll im 16. Jahrhundert in Osteuropa mit Albanern (Arbëresh) gegen das vorrückende Osmanische Reich gekämpft haben. In Piana dei Greci bildete sich eine größere albanische Gemeinde, da sie dort Land als Belohnung für ihren militärischen Einsatz erhalten hatten. Vor der eigenen Emigration pflegten die Ardizzone Kontakt zu anderen Familien, wie den Cuccias und den Matrangas, die bereits in die Vereinigten Staaten aufgebrochen waren. Vater Antonio erreichte Louisiana gegen Ende des 19. Jahrhunderts, bestieg einen Zug ins südliche Kalifornien und wurde ein erfolgreicher Landwirt und Weinbauer. Seine Söhne Stefano und Francesco folgten nach Los Angeles; als einer der Letzten folgte Giuseppe. Sein Vorname wurde amerikanisiert und er hieß fortan Joseph Ardizzone.
Joseph kam in Konflikt mit der heute nicht mehr existenten Matranga-Familie (New Orleans Crime Family), mit denen er aus Piana dei Greci bekannt und entfernt verwandt war. 1906 erschoss er George Maisano, einen Verbündeten dieser Familie, in Notwehr, wie er später behauptete. Er verließ Kalifornien und tauchte in diversen Bundesstaaten der USA unter.
Wann genau er zurückkehrte, ist unbekannt, jedenfalls wurde er verhaftet, es kam jedoch zu keiner Anklage. Er heiratete ein junges Mädchen mit Namen Elsa, welche die Tochter eines deutschen Einwanderers in seiner damaligen Nachbarschaft in Sunland (Los Angeles) war. Kurz darauf wurde sein Haus Opfer eines Brandanschlages und brannte komplett nieder.

### Los Angeles Familie
Wann Joseph Ardizzone Mitglied der La Cosa Nostra wurde, ist unbekannt. Jedenfalls befand er sich in den 1920er Jahren in einer Führungsposition. Nachdem Rosario DeSimone sich aus unbekannten Gründen zurückgezogen hatte, wurde er Oberhaupt der „Los Angeles-Familie“ und organisierte während der Prohibition in den Vereinigten Staaten entsprechende illegale Aktivitäten der Alkoholbeschaffung und des Vertriebs.
Im Krieg von Castellammare zwischen Joseph Masseria und Salvatore Maranzano unterstützte die Familie in Los Angeles die Seite von Maranzano. So soll bei einer Zusammenkunft – laut dem sizilianischen Mafioso Nicola Gentile – Maranzano von zwei Männern aus Kalifornien abgesichert worden sein. Als weiter Verbündete aus Los Angeles galten insbesondere Jimmy Costa, Nick Guastella, Frank Bompensiero und Tony Mirabile.
Anfang 1931 wurde ein Attentat auf Joseph Ardizzone verübt, als er zusammen mit seinem Freund Jimmy Basile in einem Auto unterwegs war: Basile wurde tödlich getroffen, Ardizzone verletzt. Er ließ sich zu dem Haus von Leon DeSimone, dem Sohn seines Vorgängers Rosario DeSimone, bringen. Dort wurde er versorgt und in ein Krankenhaus gebracht, wo bald ein zweiter Anschlag auf ihn verübt wurde. Es ging das Gerücht um, er würde sich nun als Oberhaupt zurückziehen.
Es war offensichtlich, dass Ardizzone Gegner in der eigenen Familie hatte. Insbesondere Jack Dragna, der ausgezeichnete Verbindungen zu  Lucky Luciano unterhielt. Am 15. Oktober 1931 befand er sich Ardizzone mit einem 1930er Ford Coupe mit dem Kennzeichen SRW7653 auf dem Weg zu seinem Cousin nach Etiwanda, einer Ortschaft von Rancho Cucamonga im südlichen Kalifornien und verschwand spurlos. Damit war er offenbar Opfer einer Lupara bianca geworden.

## Nachlass
Nachfolger in der Mafia-Familie von Los Angeles als Oberhaupt wurde Jack Dragna.  Nach sieben Jahren wurde Joseph Ardizzone auf Antrag seiner Frau für tot erklärt.